# Simone Inzaghi
Simone Inzaghi, född 5 april 1976 i  Piacenza, Italien, är en italiensk fotbollstränare och före detta fotbollsspelare. Han spelade som anfallare för flera italienska klubbar. Avslutade karriären i SS Lazio sommaren 2010. Han är bror till Filippo Inzaghi.
Efter sin pensionering från sin spelarkarriär blev han tränare, inledningsvis började han i Lazios ungdomslag innan han tog ansvaret för seniorsidan 2016 och vägledde dem till att erövra Coppa Italia 2018 och Supercoppa Italiana två gånger. Som tränare är Inzaghi känd för att ha använt 3–5–2-formationen och är en av flera italienska tränare som har lett till en anmärkningsvärd återupplivning av detta taktiska system.
Inför säsongen 2021/2022 tog Simone Inzaghi över som tränare i Inter, där han ersatte den avgående tränaren Antonio Conte.  
Den 13 januari 2022 vann han sin första titel i sin nya klubb genom att besegra Juventus i Supercoppa Italiana. En triumf som Inzaghi upprepade den 18 januari 2023 efter en ny Supercoppa Italiana-titel när Inter besegrade Milan med 3-0. Denna titel upprepades, en historisk tredje gång i rad för Inter, med Inzaghi vid rodret den 22 januari 2024, när Napoli besegrades med 1-0. 
Den 11 maj 2022 ledde Inzaghi Inter till ytterligare en titel i sin debutsäsong då man vann Coppa Italia med 4-2 över ärkerivalen Juventus. Detta återupprepade Inzaghi än en gång när han den 24 maj 2023 vann sin tredje, och andra raka Coppa Italia-titel när Inter vann över Fiorentina med 2-1.   
Inzaghis första scudetto som tränare bärgades den 22 april 2024 när Inter besegrade stadsrivalen Milan med 2-1, vilket innebar att seriesegern rent matematiskt var i hamn.

## Meriter

### Som spelare

#### Novara
- Serie C2: 1995-96

#### Lazio
- Serie A: 1999–2000
- Coppa Italia: 1999–2000, 2003–04, 2008–09
- Supercoppa Italiana: 2000, 2009
- UEFA Super Cup: 1999

### Som tränare

#### Lazio
- Coppa Italia: 2018–19
- Supercoppa Italiana: 2017, 2019

#### Inter
- Supercoppa Italiana: 2022, 2023, 2024
- Coppa Italia: 2021-2022, 2022-2023
- Seria A: 2023-2024